# Demänová (sedlo)
Demänová (930 m n. m.) je horské sedlo na pomezí Kysuc a Oravy a okresů Čadca a Námestovo.

## Polohopis
Sedlo leží na pomezí Oravských Beskyd (severní část), Kysucké vrchoviny (západní část) a Podbeskydské vrchoviny (východní část). Prochází jím Kysucko-oravská cyklomagistrála.

## Turismus
Sedlo je dostupné cestou z Oravské Lesné, nedaleko má zastávku i unikátní Kysucko-oravská lesní železnice.
V sedle se setkávají turistické trasy:
- červená značka:
  - ze západu z Vychylovky
  - z Kubínskej (Oravská Lesná)
- zelená značka:
  - ze severu z rozcestí na Talapkovom Beskyde (1049 m n. m.)
  - z jihu ze sedla Jamy (na silnici II/520 z Krásna nad Kysucou do Námestova)[3]